# Ogcocephalus declivirostris
Ogcocephalus declivirostris is een straalvinnige vissensoort uit de familie van vleermuisvissen (Ogcocephalidae). De wetenschappelijke naam van de soort is voor het eerst geldig gepubliceerd in 1980 door Bradbury.